# François-Joseph Lestiboudois
François-Joseph Lestiboudois (Lille, 1759 - Lille, 1815) fue un médico, profesor y botánico francés.
Era hijo de Jean-B. Lestiboudois (1715-1804), que era profesor de botánica en la Facultad de Ciencias de Lille; y padre de Gaspard T. Lestiboudois (1797-1876), igualmente botánico. Fue médico y profesor de botánica en Lille.
Publicó Botanographie Belgique en 1781, y reeditado en 1796, y más tarde otra vez por su hijo. La primera parte del libro describe los diversos sistemas y proporciona un diccionario de botánica, el segundo ofrece veintitrés pinturas y utiliza diagramas y descripciones de las plantas cultivadas en el norte de Francia.

## Algunas publicaciones

### Libros
- 1827. Botanographie universelle, ou Tableau général des végétaux. Volumen 1 de Botanographie universelle, ou Tableau général des végétaux. Ed. Vanackere. 463 pp.
- 1781. Botanographie belgique, ou Méthode pour connoître facilement toutes les plantes qui croissent naturellement, ou que l'on cultive communément dans les provinces septentrionales de la France (Botanografía belga, o método sencillo para conocer todas las plantas que crecen naturalmente o se cultivan extensamente en las provincias del norte de Francia). Ed. J. B. Henry. 342 pp. en línea